# Салім Ель-Жебарі
Салі́м Ель-Жебарі́ Ель-Ханнуні́ (ісп. Salim El Jebari El Hannouni, араб. سليم الجباري; нар. 5 лютого 2004, Мадрид) — іспанський і марокканський футболіст, нападник клубу «Атлетіко» (Мадрид), який на правах оренди виступає за «Картахену».

## Клубна кар'єра

### «Атлетіко» (Мадрид)
Почав займатися футболом в юнацькому клубі «Райо Вальєкано», а 2018 року приєднався до академії «Атлетіко» (Мадрид). 2020 року підписав свій перший професіональний контракт з «Атлетіко».
В січні 2022 року почав виступати за резервну команду, за яку дебютував в матчі Терсери Федерасьйон проти клубу «Парла». У березні 2022 року продовжив контракт з «Атлетіко» до 2025 року. Cезон 2023–24 розпочав у Прімері Федерасьйон у складі «Атлетіко Мадрид Б». 26 серпня 2023 року дебютував у Прімері Федерасьйон у матчі проти «Антекери». 16 вересня відзначився першим голом за резервну команду у матчі проти клубу «Реал Мадрид Кастілья».
9 березня 2024 року дебютував за основний склад «Атлетіко», вийшовши на заміну Коке в матчі Ла-Ліги проти «Кадіса». Таким чином став 44-м футболістом, що дебютував за клуб під керівництвом Дієго Сімеоне.
6 серпня 2024 року продовжив контракт з «Атлетіко» до червня 2026 року.

#### Оренда в «Картахену»
24 січня 2025 року на правах оренди перейшов в клуб Сегунди «Картахена» до кінця сезону. 25 січня дебютував за нову команду в матчі Сегунди проти «Уески», вийшовши на заміну. 23 березня 2025 року в поєдинку проти «Депортіво» забив свій перший гол за «Картахену». Всього за час оренди провів 16 матчів, відзначившись двома мʼячами.

## Кар'єра в збірній
Виступав за збірну Іспанії до 18 років. У 2023 році почав грати за молодіжну і олімпійську збірні Марокко.

## Особисте життя
Народився у Мадриді у родині марокканців родом з Асіли.

## Статистика виступів
Станом на 17 травня 2025 
| Клуб              | Сезон             | Чемпіонат           | Чемпіонат | Чемпіонат | Кубок | Кубок | Інші  | Інші | Всього | Всього |
| Клуб              | Сезон             | Дивізіон            | Матчі     | Голи      | Матчі | Голи  | Матчі | Голи | Матчі  | Голи   |
| ----------------- | ----------------- | ------------------- | --------- | --------- | ----- | ----- | ----- | ---- | ------ | ------ |
| Атлетіко Мадрид Б | 2021–22           | Терсера Федерасьйон | 1         | 0         | –     | –     | 0     | 0    | 1      | 0      |
| Атлетіко Мадрид Б | 2023–24           | Прімера Федерасьйон | 23        | 3         | –     | –     | 0     | 0    | 23     | 3      |
| Атлетіко Мадрид Б | 2024–25           | Прімера Федерасьйон | 6         | 1         | –     | –     | 0     | 0    | 6      | 1      |
| Атлетіко Мадрид Б | Всього            | Всього              | 30        | 4         | –     | –     | 0     | 0    | 30     | 4      |
| Атлетіко (Мадрид) | 2023–24           | Ла-Ліга             | 1         | 0         | 0     | 0     | 0     | 0    | 1      | 0      |
| → Картахена       | 2024–25           | Сегунда Дивізіон    | 16        | 2         | 0     | 0     | 0     | 0    | 16     | 2      |
| Всього за кар'єру | Всього за кар'єру | Всього за кар'єру   | 47        | 6         | 0     | 0     | 0     | 0    | 47     | 6      |